# Дюфрен, Изабель Коллен

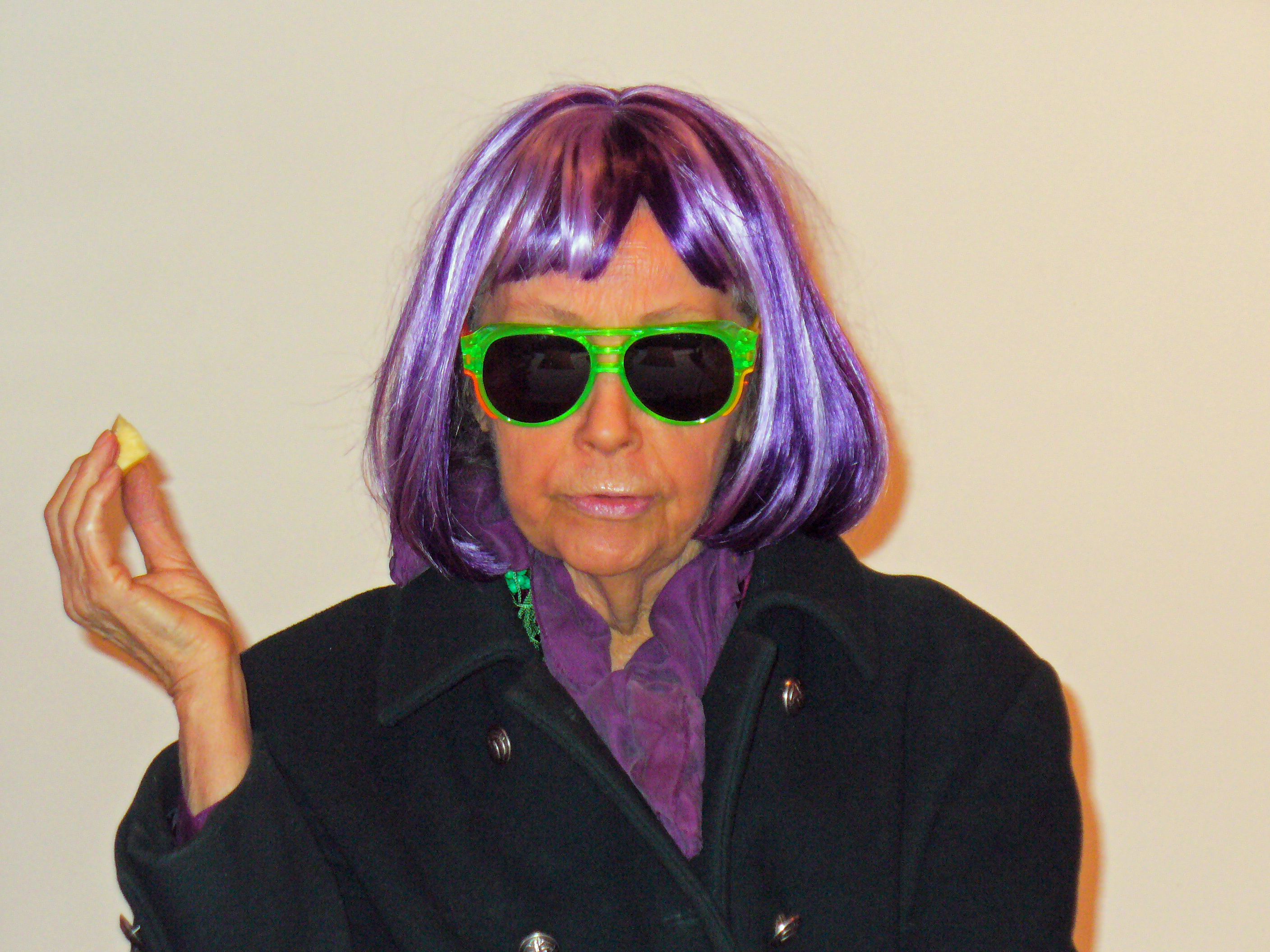
Ультрафиолет на The Factory Уорхола, 2007

Изабель Коллен Дюфрен (фр. Isabelle Collin Dufresne; 6 сентября 1935, Ла-Тронш, Рона — Альпы, Франция — 14 июня 2014, Нью-Йорк, сценическое имя Ультрафиолет (Ultra Violet)) — франко-американская актриса, писательница, художница, бывшая коллега и суперзвезда Энди Уорхолa.

## Биография
Родилась 6 сентября 1935 году в Ла-Тронш, Франция. В 1951 году переехала в Нью-Йорк, где познакомилась с Сальвадором Дали. Дюфрен быстро стала его музой, а затем и ученицей и, в итоге, самостоятельной художницей.
В 1960-х годах она заявила о себе на прогрессивной американской арт-сцене, наряду с Джаспером Джонсом, Робертом Раушенбергом и Джеймсом Розенквистом. В 1964 году заключила контракт с Энди Уорхолом и его нью-йоркской студией «The Factory». Выбрала себе сценический псевдоним Ультрафиолет, воспользовавшись предложенным вариантом Уорхола. На тот момент француженка отдавала предпочтение фиолетовому и сиреневому цвету. Дюфрен стала одной из многих «суперзвёзд» Энди, она снялась в нескольких его картинах.
К концу 1960 года Изабель Дюфрен фактически «свергли» со звёздного небосклона, заменив последним открытием Уорхола — актрисой Вивой.
Где-то в середине 1970 года Дюфрен выпустила свою автобиографическую книгу под названием «15 минут славы: Мои годы с Энди Уорхолом». После того как автобиография была всесторонне освещена в газете «Нью-Йорк Таймс», бывшая «муза» Энди завоевала признание во всём мире.
Когда Дюфрен вернулась во Францию, она открыла в Ницце собственную студию, в 1990-м году написала книгу «L UItratique», где в деталях раскрыла все свои идеи в области искусства.
Последние 15 лет Дюфрен оставалась членом религиозного движения, известного как Церковь Иисуса Христа Святых последних дней.
Изабель Коллен Дюфрен умерла от рака 14 июня 2014 года на 79-году жизни в Нью-Йорке. Была похоронена в Сент-Эгреве.

## Избранная фильмография
| Год          |   | Русское название              | Оригинальное название              | Роль                        |
| ------------ | - | ----------------------------- | ---------------------------------- | --------------------------- |
| 1965         | ф | Жизнь Хуаниты Кастро          | The Life of Juanita Castro         | в титрах: Isabelle Dufresne |
| 1967—1969    | с | Полиция Нью-Йорка             | N.Y.P.D.                           | Heidi Velvet                |
| 1967         | ф | ****                          | ****                               |                             |
| 1967         | ф | Я, мужчина                    | I a Man                            |                             |
| 1969         | ф | Полуночный ковбой             | Midnight Cowboy                    | The Party                   |
| 1969         | ф | Тайная жизнь Эрнана Кортеса   | The Secret Life of Hernando Cortez | дочь Монтесумы              |
| 1970         | ф | Финкс                         | The Phynx                          | Ultra Violet                |
| 1970         | ф |                               | Brand X                            | певица                      |
| 1970         | ф | Дина Ист                      | Dinah East                         | Даниела                     |
| 1970         | ф | Клеопатра                     | Cleopatra                          |                             |
| 1971         | ф | Поверь в меня                 | Believe in Me                      | пациентка                   |
| 1971         | ф | Саймон, король ведьм          | Simon, King of the Witches         | Сара                        |
| 1971         | ф | Отрыв                         | Taking Off                         | SPFC Member                 |
| 1971         | ф | Телефонная книга              | The Telephone Book                 | Whip Woman                  |
| 1972         | ф | Проклятье всадника без головы | Curse of the Headless Horseman     | The Countress               |
| 1972         | ф |                               | Savages                            | Iliona, a Decadent          |
| 1973         | ф |                               | Bad Charleston Charlie             |                             |
| 1978         | ф | Незамужняя женщина            | An Unmarried Woman                 | Леди Макбет                 |
| 1984 — н. в. | с | Синематон                     | Cinématon                          | партиципацианка             |
| 1994         | ф |                               | Blackout                           | Арлетт                      |